# Icaronycteris gunnelli
Icaronycteris gunnelli — вид летучих мышей, идентифицированный в 2023 году по окаменелостям, обнаруженным в Вайоминге/ По крайней мере, один из двух экземпляров, идентифицированных как Icaronycteris gunnelli, ранее был классифицирован как образец родственного вида Icaronycteris index. Идентификация нового вида стала возможной благодаря необычайно хорошему состоянию окаменелостей.
В отложениях Фоссил-Лейк, входящих в формацию Грин-Ривер, за 50 лет было найдено 30 скелетов летучих мышей. Окаменелости летучих мышей, которые хранятся в государственных музеях, происходят из четырёх карьеров недалеко от Кеммерера, штат Вайоминг. I. index впервые был описан в 1966 году, а Onychonycteris finneyi — в 2008. Группа исследователей во главе с Тимом Ритбергеном из Центра биоразнообразия Naturalis изучила окаменелости эоценовых летучих мышей и идентифицировала два образца, собранных из отложений Фоссил-Лейк, как представляющих отдельный вид, который они назвали Icaronycteris gunnelli в честь Грегга Ганнелла . Голотип, AMNH. FM.145747, был найден Терри Рикордсом в августе 2017 года и приобретён Американским музеем естественной истории. Паратип, найденный Робертом Кроннером в 1994 году, числится под номером ROM.52666 в Королевском музее Онтарио.
Icaronycteris gunnelli был очень маленьким и лёгким, вероятно, весом всего 25 граммов. Его крылья «были относительно короткими и широкими, что отражало более трепещущий стиль полёта». Он датируется 52 миллионами лет, периодом эоцена, и считается древнейшим из известных видов летучих мышей.
В 2014 году на территории острова Хортица в Украине были найдены очередные останки группой геологов под руководством Михаила Ярченко.